# Escuts amb el Senyal Reial
Aquest és un llistat de diferents Escuts amb el Senyal Reial, amb les seves imatges.
| Senyal Reial                   | Senyal Reial (coronat)                   |
| Senyera Reial                  | Senyera Reial (Coronat)                  |
| Senyera Reial (caironat)       | Senyera Reial (caironat i coronat)       |
| Senyera Reial (Escut caironat) | Senyera Reial (Escut caironat i coronat) |

## Segell deRamon Berenguer IV
| Escut representat en el Segell de Ramon Berenguer IV |
| Escut representat en el Segell de Ramon Berenguer IV |

## Escuts reials ornamentats
| Pere el Cerimoniós i successors                                     | | Escut reial d'Aragó i comtal de Barcelona                  | Escut reial, amb llambrequins d'atzur folrat de gules i Creu d'Aïnsa                                | Escut reial amb el Toisó d'Or                   |
| Escut de Pere el Cerimoniós i dels seus successors (Segles XIV-XVI) | Escut reial d'Aragó amb la cimera de Cavalleria de Sant Jordi de l'Inventari del rei Martí (Segle XV) | Escut reial d'Aragó i comtal de Barcelona (Segles XVI-XIX) | Escut reial, amb llambrequins d'atzur folrat de gules i una Creu d'Aïnsa en argent (Segles XVI-XIX) | Escut reial, amb el Toisó d'Or (Segles XVI-XIX) |

## Ferran II d'Aragó
| Ferran II d'Aragó, fins a 1492        | Ferran d'Aragó (1492-1504)            | Ferran II d'Aragó (1504-1513)         | Escut de Ferran d'Aragó (1513-1516)   |
| Escut de Ferran II d'Aragó, 1479-1492 | Escut de Ferran II d'Aragó, 1492-1504 | Escut de Ferran II d'Aragó, 1504-1513 | Escut de Ferran II d'Aragó, 1513-1516 |

| Escut de Ferran II d'Aragó, 1513-1516 (amb suports)        |
| Escut de Ferran II d'Aragó, 1513-1516 (versió amb suports) |

## Aragó
| Senyal Reial (coronat)                                                | Escut de l'Aragó (XV-XX)                                    | Escut de l'Aragó, variant 1                | Escut de l'Aragó, variant 2                |
| Escut reial de l'Aragó (Segles XII-XIV) Escut Abreujat (Segles XV-XX) | Escut de l'Aragó (Segles XV-XX)                             | Escut de l'Aragó, variant 1 (Segles XV-XX) | Escut de l'Aragó, variant 2 (Segles XV-XX) |
| Escut de l'Aragó, variant amb les armes de Sicília                    | Escut de l'Aragó (II República)                             |                                            |                                            |
| Escut de l'Aragó, variant amb les armes de Sicília (Segle XVII)       | Escut de l'Aragó, 1931-1936 i 1938 (II República Espanyola) |                                            |                                            |

| Escut de l'Aragó, amb un àngel com a suport                   |
| Escut de l'Aragó, amb un àngel com a suport (Segles XIV-XVII) |

| Emblemes heràldics del Regne d'Aragó amb àngels com a suports                   |
| Emblemes heràldics del Regne d'Aragó amb àngels com a suports (Segles XIV-XVII) |

| Escut oficial de l'Aragó               |
| Escut oficial de l'Aragó (Des de 1984) |

## Catalunya
| Senyera Reial (caironat i coronat) | Antic escut de Catalunya i de la ciutat de Barcelona | Senyal Reial (coronat)                            | Escut modern de Catalunya |
| Escut primitiu de Catalunya        | Antic escut de Catalunya i de la ciutat de Barcelona | Escut del Principat de Catalunya (segles XIV-XIX) | Escut modern de Catalunya |

| Coat of Arms of the Province of Barcelona | Escut modern de la ciutat de Barcelona | Diputació de Girona                |
| Escut de la Diputació de Barcelona        | Escut modern de la ciutat de Barcelona | Escut de la Diputació de Girona    |
| Escut de Girona                           | Diputació de Lleida                    | Diputació de Tarragona             |
| Escut de Girona                           | Escut de la Diputació de Lleida        | Escut de la Diputació de Tarragona |

| Generalitat de Catalunya              |
| Senyal de la Generalitat de Catalunya |

## País Valencià
| Senyera Reial (escut caironat i coronat) utilitzat des de 1377.          | Consell Preautonòmic del País Valencià                       | Escut del País Valencià | Escut de València. |
| Escut de València (escut caironat i coronat) utilitzat a partir de 1377. | Escut del Consell Preautonòmic del País Valencià (1978-1984) | Escut del País Valencià | Escut de València  |

## Illes Balears
| Escut i armes dels reis de Mallorca                    | Escut dels reis de Mallorca                                                                      | Escut de les Illes Balears |
| Escut i armes dels reis de Mallorca Ca.1276-Sigle XVII | Escut dels reis de Mallorca (Des de sigle XIV) Disseny mostrat en el Livro do armeiro mor (1509) | Escut de les Illes Balears |

## Antic Regne de Sicília
| Regne de Sicília           |
| Escut del Regne de Sicília |

## Espanya
| Escut oficial d'Espanya   |
| Escut d'Espanya (Oficial) |

## Cimera
| Cimera Reial | Cimera Reial - Variant de Mallorca | Ratpenat |
| Cimera Reial | Cimera Reial procedent de Mallorca | Ratpenat |